# Vancouver-Little Mountain (circonscription britanno-colombienne)
Pour les articles homonymes, voir Vancouver (homonymie) et Little Mountain.
Circonscription électorale provinciale du Canada
Vancouver-Little Mountain est une circonscription provinciale de la Colombie-Britannique représentée à l'Assemblée législative de la Colombie-Britannique de 1966 à 2001 et depuis 2024.

## Géographie
La circonscription représentait une partie de la ville de Vancouver.

## Liste des députés
| Législature | Années | Député | Député | Parti | Député | Député | Parti |
| Vancouver-Little Mountain Circonscription issue de Vancouver-Burrard, Vancouver Centre, Vancouver East et Vancouver-Point-Grey | Vancouver-Little Mountain Circonscription issue de Vancouver-Burrard, Vancouver Centre, Vancouver East et Vancouver-Point-Grey | Vancouver-Little Mountain Circonscription issue de Vancouver-Burrard, Vancouver Centre, Vancouver East et Vancouver-Point-Grey | Vancouver-Little Mountain Circonscription issue de Vancouver-Burrard, Vancouver Centre, Vancouver East et Vancouver-Point-Grey | Vancouver-Little Mountain Circonscription issue de Vancouver-Burrard, Vancouver Centre, Vancouver East et Vancouver-Point-Grey | Vancouver-Little Mountain Circonscription issue de Vancouver-Burrard, Vancouver Centre, Vancouver East et Vancouver-Point-Grey | Vancouver-Little Mountain Circonscription issue de Vancouver-Burrard, Vancouver Centre, Vancouver East et Vancouver-Point-Grey | Vancouver-Little Mountain Circonscription issue de Vancouver-Burrard, Vancouver Centre, Vancouver East et Vancouver-Point-Grey |
| --- | --- | --- | --- | --- | --- | --- | --- |
| 28e | 1966–1969 | | Leslie Raymond Peterson (en)                                                                                                   | Créditiste | | Grace Mary McCarthy (en) | Créditiste |
| 29e | 1969–1972 | | Leslie Raymond Peterson (en)                                                                                                   | Créditiste | | Grace Mary McCarthy (en) | Créditiste |
| 30e | 1972–1975 | | Phyllis Florence Young (en) | Néo-démocrate | | Roy Thomas Cummings (en) | Néo-démocrate |
| 31e | 1975–1979 | | Grace Mary McCarthy (en) | Créditiste | | Evan Maurice Wolfe (en) | Créditiste |
| 32e | 1979–1983 | | Grace Mary McCarthy (en) | Créditiste | | Evan Maurice Wolfe (en) | Créditiste |
| 33e | 1983–1986 | | Grace Mary McCarthy (en) | Créditiste | Douglas Mowat (en) | Créditiste | |
| 34e | 1986–1991 | | Grace Mary McCarthy (en) | Créditiste | Douglas Mowat (en) | Créditiste | |
| Circonscription abolie, voir Vancouver-Kensington, Vancouver-Hastings et Vancouver-Kingsway                                    | | | | | | | |

1991-2001
| 35e | 1991–1996 |  | Tom Perry                 | Néo-démocrate |
| 36e | 1996–2001 |  | Gary Farrell-Collins (en) | Libéral       |
| Circonscription abolie, voir Vancouver-Fraserview, Vancouver-Fairview, Vancouver-Mount Pleasant et Vancouver-Langara |           |  |                           |               |

Depuis 2024
| 36e | 1996–2001 |  | Christine Boyle (en) | Néo-démocrate |

## Résultats électoraux
Depuis 2024
1991-2001
1966-1991